# Ludvík Krupka
Ludvík Krupka, též Luděk Krupka (13. května 1863 Fulnek – 7. ledna 1947 Vyškov), byl český a československý právník a politik; meziválečný senátor Národního shromáždění ČSR za Československou stranu lidovou.

## Biografie
Studoval na piaristickém gymnáziu v Kroměříži. V letech 1882–1887 studoval práva na české univerzitě v Praze. V průběhu studia doučoval syny českých šlechticů na státní a rigorózní zkoušky. Roku 1887 nastoupil na praxi k Zemskému soudu v Brně, roku 1894 si v Brně otevřel vlastní právní kancelář. Spoluzaložil Právnickou jednotu moravskou v Brně a v období let 1892–1898 byl jejím prvním jednatelem. Přispíval svými články do Právnických rozhledů a Právníka a založil časopis Zprávy právnické jednoty moravské. Řadu let vykonával funkci zkušebního komisaře pro advokátní a soudcovské zkoušky. Působil také jako profesor obchodního práva na brněnské české technice. Snažil se o zřízení univerzity v Brně. V roce 1904 se přestěhoval do Vyškova, kde si otevřel právní kancelář a převzal pozici právního zástupce a člena ředitelstva První kontribučenské spořitelny ve Vyškově. Postupně se zapojoval do katolického politického tábora a stal se předsedou spolku Katolického domu ve Vyškově. Po 1. světové válce vstoupil do ČSL.
V parlamentních volbách v roce 1920 získal senátorské křeslo v Národním shromáždění. Mandát obhájil v parlamentních volbách v roce 1925. Profesně byl k roku 1920 uváděn jako náměstek starosty Vyškova.
Koncem roku 1936 se vzdal advokacie a odešel z veřejného života.